# Рыбаков, Александр Васильевич
Александр Васильевич Рыбаков (1918—1972) — капитан Советской Армии, участник Великой Отечественной войны, Герой Советского Союза (1945).

## Биография
Александр Рыбаков родился 7 ноября 1918 года в деревне Невежино (ныне — Костромской район Костромской области). Окончил семь классов школы, после чего работал в колхозе. Позднее окончил два курса рабфака, занимался в аэроклубе. В сентябре 1939 года Рыбаков был призван на службу в Рабоче-крестьянскую Красную Армию. В 1943 году он окончил Чкаловскую военную авиационную школу лётчиков. С августа того же года — на фронтах Великой Отечественной войны.
К концу войны лейтенант Александр Рыбаков командовал звеном 569-го штурмового авиаполка 199-й штурмовой авиадивизии 4-го штурмового авиакорпуса 4-й воздушной армии 2-го Белорусского фронта. К тому времени он совершил 109 боевых вылетов на штурмовку скоплений боевой техники и живой силы противника, нанеся ему большие потери.
Указом Президиума Верховного Совета СССР от 18 августа 1945 года за «образцовое выполнение заданий командования и проявленные мужество и героизм в боях с немецкими захватчиками» лейтенант Александр Рыбаков был удостоен высокого звания Героя Советского Союза с вручением ордена Ленина и медали «Золотая Звезда» за номером 8667.
После окончания войны Рыбаков продолжил службу в Советской Армии. В 1946 году он окончил Высшую офицерскую лётно-техническую школу. В 1954 году в звании капитана Рыбаков был уволен в запас. Проживал в Костроме. Умер 9 мая 1972 года, похоронен на Галичском кладбище Костромы.
Был также награждён двумя орденами Красного Знамени, орденами Отечественной войны 1-й и 2-й степени, рядом медалей.